# Петраковский, Александр Петрович
Александр Петрович Петраковский (4 июня 1988, Житомир, Украинская ССР — 29 августа 2021) — украинский военный, полковник Вооружённых сил Украины, командир роты 8-го отдельного полка специального назначения, участник вооружённого конфликта на востоке Украины. Герой Украины (2014).

## Биография
Родился 4 июня 1988 года в Житомире в семье кадровых военных Петра и Татьяны Петраковских. Окончил среднюю школу № 2 города Изяслав Хмельницкой области. Помимо него в семье была дочь — Светлана, которая также стала кадровым военным. Супруга Александра — Галина, как и муж, обучалась в Академии сухопутных войск имени гетмана Петра Сагайдачного. Во время учёбы в школе посещал парашютный кружок «Каскад». Ещё до вступления в военный вуз совершил более 100 прыжков с парашютом.
Военное образование получил в Академии сухопутных войск имени гетмана Петра Сагайдачного на факультете аэромобильных войск по специальности «Боевое применение и управление действиями аэромобильных подразделений», которую закончил в 2009 году.
Участвовал в Вооружённом конфликте на востоке Украины, возглавлял группу специального назначения оперативного командования «Север» Вооруженных Сил Украины. 20 июля 2014 года группа военных под его руководством, обеспечивая прохождение колонны техники Вооруженных Сил Украины и сил добровольческого батальона «Айдар» в аэропорту Луганска, попала в засаду в районе города Счастье. В ходе боя Александр Петраковский получил тяжёлое ранение головы, однако продолжал руководить действиями группы, выносил раненых в безопасное место, что позволило обеспечить передислокацию колонны.
С 2014 года был прикован к постели. Проходил лечение в клиниках Львова, Польши, Израиля и США. По состоянию на июнь 2018 года проходил сложную реабилитацию в клинике под Киевом, с марта наметился прогресс. По оценкам врачей, на полное восстановление функций понадобилось бы не менее двух лет.
31 июля 2018 года А. П. Петраковскому было присвоено воинское звание подполковника.
30 августа 2021 года А. П. Петраковскому указом министра обороны №407, присвоено воинское звание полковник (посмертно).

## Награды
- Звание Герой Украины с вручением ордена «Золотая Звезда» (4 декабря 2014) — «за исключительное мужество, героизм и стойкость духа, проявленные в защите государственного суверенитета и территориальной целостности Украины»[3].
- Звание «Почетный гражданин города Хмельницкого» (Постановление 52-й сессии Хмельницкого городского совета № 1 от 26 августа 2015).